# 枋野二號隧道

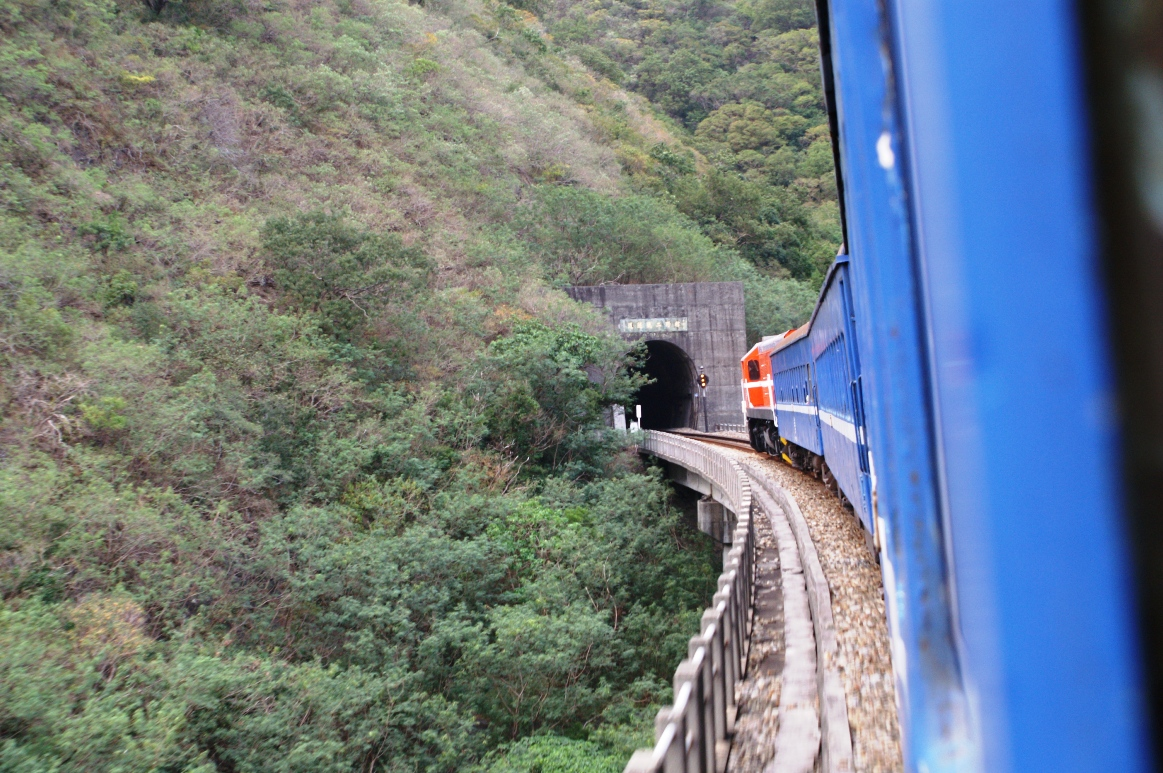
由列車上往枋野二號隧道東口望去

枋野二號隧道位於臺鐵南迴線枋野車站至中央號誌站間，全長720公尺，採用底設導坑工法施工，於1992年10月5日啟用。

## 外部連結
- 三、南迴鐵路(69.7.1~73.12) - 榮工人園地（繁體中文）